# Fissidens leucocinctus
Fissidens leucocinctus är en bladmossart som beskrevs av Georg Ernst Ludwig Hampe 1874. Fissidens leucocinctus ingår i släktet fickmossor, och familjen Fissidentaceae. Inga underarter finns listade i Catalogue of Life.